# Volodîmîrivka, Bilohirsk
Volodîmîrivka (în ucraineană Володимирівка) este un sat în așezarea urbană Zuia din raionul Bilohirsk, Republica Autonomă Crimeea, Ucraina.

## Demografie
Componența lingvistică a localității Volodîmîrivka
     Rusă (55,95%)
     Tătară crimeeană (32,74%)
     Ucraineană (8,93%)
Conform recensământului din 2001, majoritatea populației localității Volodîmîrivka era vorbitoare de rusă (55,95%), existând în minoritate și vorbitori de tătară crimeeană (32,74%), ucraineană (8,93%) și armeană (2,38%).